# Райка японська
Райка японська, або далекосхідна (Dryophytes japonica) — земноводна тварина з роду Dryophytes та родини райкових (Hylidae).

## Опис
Довжина тіла 30—52 мм. Шкіра спини гладка, шкіра черева зерниста. Темна смуга на боках тіла часто розпадається на крапки і частково редукується. Дуже схожа на звичайну райку, відрізняється від неї рядом ознак: відсутністю пахової петлі, під оком зазвичай є темна пляма, задні ноги трохи коротші. Деякі автори розглядають далекосхідну райку як підвид звичайної.

## Ареал
Далекосхідна райка поширена в Японії, Кореї, східному Китаї, північній Монголії, в Росії — на Далекому Сході Росії і в Забайкаллі, на Сахаліні, островах Кунашир і Шикотан.